# Elena Peak
Der Elena Peak (englisch; bulgarisch връх Елена wrach Elena) ist ein über 700 m hoher Berg auf der Livingston-Insel im Archipel der Südlichen Shetlandinseln. Im Delchev Ridge der Tangra Mountains ragt er 2,35 km ostnordöstlich des Delchev Peak und 5,25 km westsüdwestlich des Renier Point auf. Der Sopot-Piedmont-Gletscher liegt nördlich von ihm.
Die bulgarische Kommission für Antarktische Geographische Namen benannte ihn 2002 nach der Stadt Elena im Zentrum Bulgariens.